# Spacehab

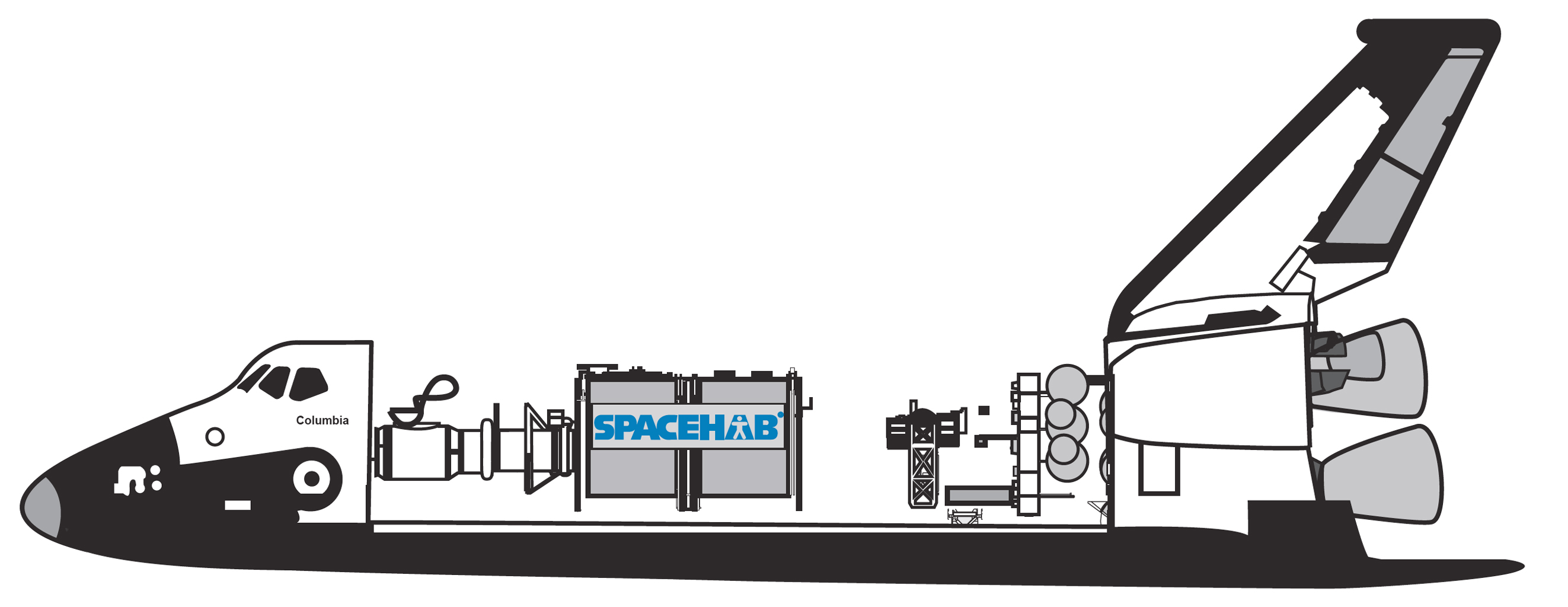
Två Spacehab moduler i en rymdfärjas lastrum

Spacehab är ett rymdteknikföretag beläget i Texas, USA, nära Lyndon B. Johnson Space Center. Företaget levererar kommersiella rymdprodukter och tjänster åt NASA och olika internationella rymdföretag.
Spacehab är också namnet på ett system av moduler och integrerade nyttolast-bärare, tillverkade av Spacehab, som kunde monteras i lastrummet på de amerikanska rymdfärjorna.

## Flygningar
| Flygning | Uppskjutning   | Rymdfärja | Uppdrag              | Delar       |
| -------- | -------------- | --------- | -------------------- | ----------- |
| STS-57   | juni 1993      | Endeavour | Forskning            | SM          |
| STS-60   | februari 1994  | Discovery | Wake Shield Facility | SM          |
| STS-63   | februari 1995  | Discovery | Mir rendezvous       | SM          |
| STS-76   | mars 1996      | Atlantis  | Mir dockning         | SM          |
| STS-77   | maj 1996       | Endeavour | SPARTAN              | SM          |
| STS-79   | september 1996 | Atlantis  | Mir dockning         | LDM         |
| STS-81   | januari 1997   | Atlantis  | Mir dockning         | LDM         |
| STS-84   | maj 1997       | Atlantis  | Mir dockning         | LDM         |
| STS-86   | september 1997 | Atlantis  | Mir dockning         | LDM         |
| STS-89   | januari 1998   | Endeavour | Mir dockning         | LDM         |
| STS-91   | juni 1998      | Discovery | Mir dockning         | SM          |
| STS-95   | oktober 1998   | Discovery | SPARTAN              | SM          |
| STS-96   | maj 1999       | Discovery | ISS dockning         | LDM + ICC   |
| STS-101  | maj 2000       | Atlantis  | ISS dockning         | LDM + ICC   |
| STS-106  | september 2000 | Atlantis  | ISS dockning         | LDM + ICC   |
| STS-102  | mars 2001      | Discovery | ISS dockning         | ICC + ESP-1 |
| STS-105  | augusti 2001   | Discovery | ISS dockning         | ICC         |
| STS-107  | januari 2003   | Columbia  | Forskning            | RDM         |
| STS-114  | juli 2005      | Discovery | ISS dockning         | ESP-2       |
| STS-121  | juli 2006      | Discovery | ISS dockning         | ICC         |
| STS-116  | december 2006  | Discovery | ISS dockning         | LSM + ICC   |
| STS-118  | augusti 2007   | Endeavour | ISS dockning         | LSM + ESP-3 |

Tolk:
- ESP - External Stowage Platform
- ICC - Integrated Cargo Carrier
- LDM - Logistics Double Module
- LSM - Logistics Single Module
- SM - Single Module
- RDM - Research Double Module